# 문순득

문순득(文順得, 1777년 ~ 1847년)은 조선의 어물 장수였으며 지금의 전라남도 신안군 일대에서 활동하였다. 바다에서 표류하여 유구국(지금의 일본 오키나와현), 포르투갈령 마카오, 필리핀 도독령이었던 여송(당시에는 루손섬을 여송이라고 하면서 당시 스페인 제국 산하의 필리핀 도독부을 지칭했다) 등에 머물렀던 인물로 잘 알려져 있다. 이 인물의 이야기를 적은 책이 정약전이 집필한 《표해시말》이다.

## 같이 보기
- 아마미오시마(양관촌, 羊寬村) - 1801년 12월경에 출항하여 표류하던 문순득이 1802년 1월 29일에 처음 표착한 류큐국의 북쪽섬
- 비간 (필리핀) - 1802년 10월 7일에 출항했지만 또다시 표류하다가 11월 1일에 당시 스페인 제국 필리핀 도독부 남일로코스주의 살로마그(Salomague)까지 표류한 후 남쪽으로 내려와 기거했던 도시
  - 비간 세인트폴 대성당(en:Vigan Cathedral) - 30~40칸의 긴 집으로 비할 곳 없이 크고 아름다웠으며, 탑 꼭대기에 금으로 만든 닭을 세워 머리가 바람이 오는 방향으로 스스로 돌게 했다"고 문순득이 묘사
- 표해록
  - 표해록 (최부)
  - 표해록 (장한철)
- 표해일록 - 김대황의 안남국(베트남) 표류기
- 하멜 표류기
- 김대건
- 다이코쿠야 코다유(en:Daikokuya Kōdayū) - 일본의 운송선 선장으로 1783년에 폭풍으로 표류하다가 당시 러시아제국 영토였던 알래스카 소속의 알류샨 열도의 암치카섬(Амчитка, Amchitka)에 표착하게 되어 약 9년간 러시아 대륙을 방랑하다 러시아 여제인 예카테리나 2세를 알현하고 승낙을 받아 1792년에 러시아배로 일본으로 귀국함
- 존 만지로